# 虹〜waiting for the rainbow〜
「虹〜waiting for the rainbow〜」（にじ ウェイティング フォー ザ レインボー ）は、藤木直人の通算2枚目のシングル。1999年11月17日にポニーキャニオンより発売。

## 概要
デビュー曲である前作「世界の果て〜the end of the world〜」から約4ヶ月ぶりに発売されたシングル。1stアルバム『BUMP!』に収録。カップリング曲は「シナモン」。

## 収録曲
1. 虹〜waiting for the rainbow〜
（作詞:寺岡呼人/作曲・編曲:寺岡呼人、藤井謙二）
寺岡呼人、藤井謙二共作のスローナンバー。PVは2001年発売のDVD「nao-hit TV ver1.0」に収録された。
2. シナモン
（作詞:寺岡呼人/作曲:寺岡呼人、藤井謙二、藤木直人/編曲:寺岡呼人、藤井謙二）
3. 虹〜waiting for the rainbow〜 オリジナルカラオケ
（作詞:寺岡呼人/作曲・編曲:寺岡呼人、藤井謙二）

## 収録アルバム
- BUMP!（M-1）
- HISTORY of NAOHITO FUJIKI 10TH ANNIVERSARY BOX（ベストアルバム限定盤）（M-1）
- HISTORY of NAOHITO FUJIKI Standard Edition（ベストアルバム通常盤）（M-1）